# Vaniloide
Um vanilóide é um composto orgânico que possui um grupo vanílico. Os vanilóides incluem álcool vanílico, vanilina, ácido vanílico, acetovanilona, ácido vanilmandélico, ácido homovanílico, capsaicina, etc. Seus isômeros são os isovanilóides.
| Estrutura do álcool vanílico | Estrutura da vanilina | Estrutura do ácido vanílico | Estrutura da acetovanilona |
| álcool vanílico              | vanilina              | ácido vanílico              | acetovanilona              |